# Wilson (Texas)
Wilson is een plaats (city) in de Amerikaanse staat Texas, en valt bestuurlijk gezien onder Lynn County.

## Demografie
Bij de volkstelling in 2000 werd het aantal inwoners vastgesteld op 532.
In 2006 is het aantal inwoners door het United States Census Bureau geschat op 497, een daling van 35 (-6,6%).

## Geografie
Volgens het United States Census Bureau beslaat de plaats een oppervlakte van
1,7 km², geheel bestaande uit land. Wilson ligt op ongeveer 951 m boven zeeniveau.

## Plaatsen in de nabije omgeving
De onderstaande figuur toont nabijgelegen plaatsen in een straal van 24 km rond Wilson.